# Live in New York (The Doors)
Live in New York è un cofanetto di 6-dischi box set che riproduce le quattro performance finali dei The Doors nella città di New York, registrate il 17 e 18 gennaio, 1970 al Felt Forum di New York. Questo cofanetto è stato pubblicato il 17 novembre 2009.
I sei cd fanno parte di materiale inedito.

## Tracce

### Disco 1 (17 gennaio, 1970)
1. Start of Show
2. Roadhouse Blues
3. Ship of Fools
4. Break on Through (To the Other Side)
5. Tuning
6. Peace Frog
7. Blue Sunday
8. Alabama Song (Whisky Bar)
9. Back Door Man
10. Love Hides
11. Five To One
12. Tuning/Breather
13. Who Do You Love
14. Little Red Rooster
15. Money
16. Tuning
17. Light My Fire
18. More, More, More
19. Soul Kitchen
20. End of Show

### Disco 2 (17 gennaio, 1970)
1. Start Show 2
2. Jim “How Ya Doing?”
3. Roadhouse Blues
4. Break on Through (To The Other Side)
5. Ship Of Fools
6. Crawling King Snake
7. Alabama Song (Whisky Bar)
8. Back Door Man
9. Five To One
10. Pretty Neat, Pretty Good
11. Build Me A Woman
12. Tuning/Breather
13. Who Do You Love
14. Tuning/Breather
15. Wild Child
16. Cheering/Tuning
17. When the Music's Over

### Disco 3 (17 gennaio, 1970)
1. Tuning/Breather
2. Light My Fire
3. Hey, Mr. Light Man!
4. Soul Kitchen
5. Jim's Fish Joke
6. The End
7. End of Show

### Disco 4 (18 gennaio, 1970)
1. Start Show 3
2. Roadhouse Blues
3. Ship Of Fools
4. Break on Through (To The Other Side)
5. Tuning/Breather
6. Universal Mind
7. Alabama Song (Whisky Bar) – False Start
8. Alabama Song (Whisky Bar)
9. Back Door Man
10. Five To One
11. Tuning/Breather
12. Moonlight Drive
13. Who Do You Love
14. Calling Out For Songs
15. Money
16. Tuning/Breather
17. Light My Fire
18. More, More More
19. When the Music's Over
20. Good Night – End Show

### Disco 5 (18 gennaio, 1970)
1. Start Show 4
2. Roadhouse Blues
3. Peace Frog
4. Alabama Song (Whisky Bar)
5. Back Door Man
6. Five To One
7. We Have A Special Treat
8. Celebration Of The Lizard
9. Alright Let's Boogie
10. Build Me A Woman
11. When the Music's Over
12. More, More, More

### Disco 6 (18 gennaio, 1970)
1. Soul Kitchen
2. For Fear of Getting Too Patriotic
3. Petition The Lord With Prayer
4. Light My Fire
5. Only When The Moon Comes Out
6. Close To You
7. The Encore Begins
8. Rock Me
9. What To Do Next?
10. Going To N.Y. Blues
11. Tuning/Breather
12. Maggie M'Gill
13. Tuning/Breather
14. Gloria/End Of Show

## Formazione
- Jim Morrison - voce
- Robert Krieger - chitarra
- Ray Manzarek - organo, tastiere, basso e voce in Close To You
- John Densmore - batteria
- John Sebastian - armonica a bocca in Rock Me, Going To N.Y. Blues & Maggie M'Gill
- Dallas Taylor – batteria in Going To N.Y. Blues